# Hôtel du Marc
L'Hôtel du Marc est un hôtel particulier, situé au no 18 de la rue du Marc à Reims. Il a été construit pour Édouard Werlé, négociant en vins de Champagne.

## Histoire
À l’origine, Madame Clicquot achète le terrain en 1822 pour y installer ses caves. 
Elle fait don du terrain à son associé Édouard Werlé, qui y fait construire sa maison de famille en 1840.
En 1846, Édouard Werlé fait l’acquisition du pavillon de Muire (surnommé la maison des Petits-Pâtés) pour sa cave, et agrandie ainsi le domaine. Il y demeure jusqu'à sa mort en 1884. 
La maison est ensuite la résidence des dirigeants de la Maison Veuve Clicquot, qui y reçoivent les distributeurs et clients du monde entier. L’hôtel du Marc a reçu de nombreux obus de la Première Guerre mondiale. Il a rouvert ses portes en 2012 pour des réceptions privées, depuis l’intégration de la marque Veuve Clicquot au sein de LVMH après une restauration complète de 2007 à 2011.

## Architecture
Cet hôtel, de style Néo-classique, a été construit entre cour et jardin, en 1840. L’Hôtel du Marc est accolé à de petits pavillons ou dépendances. L’hôtel en pierre de taille, est prolongé par deux pavillons symétriques. Les dépendances sont en enduit et carreaux de craie. Les toits sont en ardoise.